# (5539) Limporyen
(5539) Limporyen es un asteroide perteneciente al cinturón de asteroides descubierto el 16 de octubre de 1965 por el equipo del Observatorio de la Montaña Púrpura desde el Observatorio de la Montaña Púrpura, Nankín (China).

## Designación y nombre
Designado provisionalmente como 1965 UA1. Fue nombrado Limporyen en honor a Lim Poryen, prestigioso filántropo que ayudó a lanzar muchas escuelas y una biblioteca Limporyen de primera clase en China.

## Características orbitales
Limporyen está situado a una distancia media del Sol de 2,435 ua, pudiendo alejarse hasta 2,819 ua y acercarse hasta 2,052 ua. Su excentricidad es 0,157 y la inclinación orbital 1,823 grados. Emplea 1388,68 días en completar una órbita alrededor del Sol.

## Características físicas
La magnitud absoluta de Limporyen es 13,8. Tiene 10,362 km de diámetro y su albedo se estima en 0,055. 